# Nguyễn Thị Thảo
Nguyễn Thị Thảo (sinh ngày 16 tháng 4 năm 1984) là nữ đại biểu quốc hội Việt Nam khóa XIV nhiệm kì 2016-2021, thuộc đoàn đại biểu quốc hội tỉnh Nghệ An. Bà là một trong 21 đại biểu không phải là đảng viên Đảng Cộng sản Việt Nam trúng cử đại biểu quốc hội khóa XIV. Bà đã ứng cử và trúng cử đại biểu quốc hội lần đầu năm 2016 ở đơn vị bầu cử số 2 tỉnh Nghệ An, gồm thị xã Thái Hoà và các huyện Quế Phong, Quỳ Châu, Quỳ Hợp, Nghĩa Đàn, Tân Kỳ với tỉ lệ 80,47% số phiếu.

## Xuất thân
Nguyễn Thị Thảo sinh ngày 16 tháng 4 năm 1984 quê quán ở Xã Châu Thắng, huyện Quỳ Châu, tỉnh Nghệ An. Bà là người dân tộc Thái.
Bà hiện cư trú ở Khối Tân Tiến, phường Hoà Hiếu, thị xã Thái Hoà, tỉnh Nghệ An.

## Giáo dục
- Giáo dục phổ thông: 12/12
- Đại học chuyên ngành Sản phụ khoa
- Lí luận chính trị sơ cấp

## Sự nghiệp
Bà hiện là bác sĩ Bệnh viện đa khoa khu vực Tây bắc tỉnh Nghệ An.